# Anne Tran
Anne Tran (* 27. April 1996 in Neuilly-sur-Seine) ist eine französische Badmintonspielerin.

## Karriere
Anne Tran nahm 2012 und 2013 an den Juniorenweltmeisterschaften teil. 2012 siegte sie bei den Bulgarian Juniors und den Belgian Juniors. Bei den Czech International 2013 wurde sie Dritte. National belegte sie bei den französischen Titelkämpfen 2012 Rang zwei, um sich ein Jahr später auf Platz eins zu steigern. Im Jahre 2018 konnte sie im Doppel mit Émilie Lefel bei der Badminton-Europameisterschaft die Silbermedaille gewinnen. 2022 gewann sie gemeinsam mit Margot Lambert das Damendoppel bei den Welsh International.